# Дьяконово (Тульская область)
Дьяконово — посёлок в Венёвском районе Тульской области России.
В рамках административно-территориального устройства является центром Дьяконовского сельского округа Венёвского района, в рамках организации местного самоуправления входит в Мордвесское сельское поселение.

## География
Расположено в 62 км к северо-востоку от Тулы и в 24 км к северу от райцентра города Венёв.

## Население
| 2002 | 2010 |
| ---- | ---- |
| 390  | ↘321 |

Население — 321 чел. (2010).